# Le Haillan

Le Haillan este o comună în departamentul Gironde din sud-vestul Franței. În 2009 avea o populație de 8.442 de locuitori.

## Evoluția populației
| An        | 1975  | 1982  | 1990  | 1999  | 2006  | 2009  |
| --------- | ----- | ----- | ----- | ----- | ----- | ----- |
| Populație | 3.949 | 5.584 | 6.974 | 8.133 | 8.378 | 8.442 |